# باشگاه فوتبال وست برومویچ آلبیون
باشگاه فوتبال وست برومویچ آلبیون (به انگلیسی: West Bromwich Albion) یک باشگاه فوتبال انگلیسی است که در وست برومویچ قرار دارد. این باشگاه سابقه ۱ قهرمانی در لیگ انگلستان و ۵ قهرمانی در جام حذفی انگلستان را دارد.
باشگاه وست برومویچ در سال ۱۸۷۸ تأسیس شده‌است. استادیوم اختصاصی این باشگاه هاوتورنز نام دارد.

## رقبا و هماوردان
باشگاه وست برومویچ آلبیون رقابت دیرینه ای با باشگاه استون ویلا دارد دو تیم بین سال‌های ۱۸۸۷ تا ۱۹۰۵ سه بار در فینال جام حذفی انگلستان قرار گرفتند که دو برد سهم استون ویلا و یک برد سهم وست برومویچ بوده‌است.
بسیاری از طرفداران وست برومویچ از ولورهمپتون به عنوان دیگر رقیب اصلی این تیم یاد می‌کنند که دیدار دوتیم با نام دربی بلک کانتی نیز یاد می‌شود.

## افتخارات

### لیگ برتر انگلستان
- ۱۹۲۰

### جام حذفی انگلستان
- ۱۸۸۸
- ۱۸۹۲
- ۱۹۳۱
- ۱۹۵۴
- ۱۹۶۸

### جام خیریه انگلستان
- ۱۹۲۰
- ۱۹۵۴